# Mã Quan

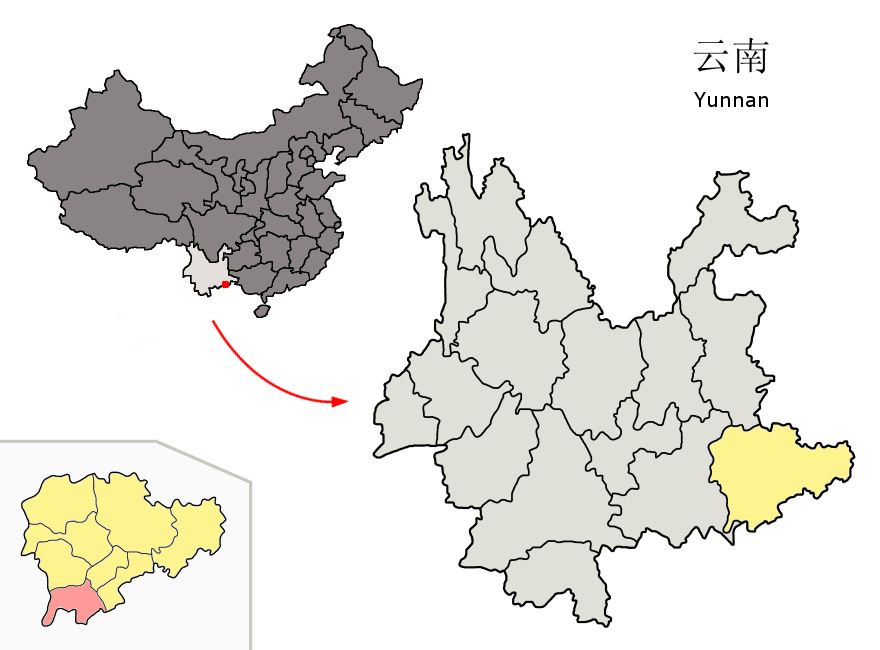

Mã Quan (tiếng Trung: 马关县 Mǎguān Xiàn) là huyện Tây Nam của châu tự trị dân tộc Choang, Miêu Văn Sơn, tỉnh Vân Nam, Trung Quốc. Toàn huyện rộng 2755 km² và có 35 vạn dân (năm 2002). Huyện này Tây giáp Hà Khẩu, phía Đông giáp Ma Lật Pha.  Phía nam là biên giới Việt - Trung: tây nam Mã Quan, giáp với huyện Si Ma Cai của tỉnh Lào Cai, phía đông nam giáp các huyện Xín Mần và Hoàng Su Phì của tỉnh Hà Giang Việt Nam.
Trực thuộc huyện này có 4 hương: (là các hương Nam Lao (南捞), Đại Lật Thụ (大栗树), Miệt Xưởng (篾厂), Cổ Lâm Thanh (古林箐)), và 9 trấn: (là các trấn Mã Bạch (马白) (tức Mã Quan trấn, 马关), Bát Trại (八寨), Nhân Hòa (仁和), Mộc Xưởng (木厂), Giáp Hàn Thanh (夹寒箐), Tiểu Bá Tử (小坝子), Đô Long (都龙) (từ năm 1728 đến trước năm 1895 tên là xã Tụ Long (聚龍 hay 聚竜) tổng Tụ Long (sau là tổng Phương Độ) châu Vị Xuyên phủ Yên Bình tỉnh Tuyên Quang thuộc Việt Nam), Kim Xưởng (金厂), Pha Cước (坡脚)). Các hương trấn nằm giáp biên là: Tiểu Bá Tử, Kim Xưởng, Đô Long.
Nguyễn Văn Siêu chép: Năm Thái Bảo thứ 9, tức năm Ung Chính thứ 6 (1728), nhà Thanh trả cho nhà Lê xưởng mỏ đồng Tụ Long, lấy sông Đỗ Chú làm địa giới: "... Ngày mùng 7 tháng 9 [âm], hội đồng với sai viên của nước Giao Chỉ là lũ Nguyễn Huy Nhuận cộng đồng định nghị, lấy sông nhỏ ở phía nam đồn Mã Bạch làm địa giới, tức là sông mà quốc vương nước ấy gọi là sông Đỗ Chú đấy, bèn tuân chỉ dựng đình bia địa giới ở phía bắc sông này..."